# SLC25A4
SLC25A4 (англ. Solute carrier family 25 member 4) – білок, який кодується однойменним геном, розташованим у людей на короткому плечі 4-ї хромосоми.  Довжина поліпептидного ланцюга білка становить 298 амінокислот, а молекулярна маса — 33 064.
| 10         |  | 20         |  | 30         |  | 40         |  | 50         |
| ---------- |  | ---------- |  | ---------- |  | ---------- |  | ---------- |
| MGDHAWSFLK |  | DFLAGGVAAA |  | VSKTAVAPIE |  | RVKLLLQVQH |  | ASKQISAEKQ |
| YKGIIDCVVR |  | IPKEQGFLSF |  | WRGNLANVIR |  | YFPTQALNFA |  | FKDKYKQLFL |
| GGVDRHKQFW |  | RYFAGNLASG |  | GAAGATSLCF |  | VYPLDFARTR |  | LAADVGKGAA |
| QREFHGLGDC |  | IIKIFKSDGL |  | RGLYQGFNVS |  | VQGIIIYRAA |  | YFGVYDTAKG |
| MLPDPKNVHI |  | FVSWMIAQSV |  | TAVAGLVSYP |  | FDTVRRRMMM |  | QSGRKGADIM |
| YTGTVDCWRK |  | IAKDEGAKAF |  | FKGAWSNVLR |  | GMGGAFVLVL |  | YDEIKKYV   |

A: Аланін

C: Цистеїн

D: Аспарагінова кислота

E: Глутамінова кислота

F: Фенілаланін

G: Гліцин

H: Гістидин

I: Ізолейцин

K: Лізин

L: Лейцин

M: Метіонін

N: Аспарагін

P: Пролін

Q: Глутамін

R: Аргінін

S: Серин

T: Треонін

V: Валін

W: Триптофан

Задіяний у таких біологічних процесах як взаємодія хазяїн-вірус, транспорт, ацетиляція. 
Локалізований у мембрані, мітохондрії, внутрішній мембрані мітохондрії.